# Kamini Roy
  Kamini Roy  (bengalí: কামিনী রায়)  (Barisal, 12 d'octubre de 1864 - Hazaribagh, 27 de setembre de 1933) fou una poeta bengalina, la primera dona graduada a l'Índia britànica i una reconeguda escriptora i feminista.

## Trajectòria
Kamini Roy era filla del poeta Chandi Charan Sen. El seu pare li ensenyava a casa. Roy era un prodigi en matemàtiques, però les abandonà per estudiar sànscrit. Al 1896 esdevingué la primera dona graduada, a més amb honors, del Bethune College, un col·legi de dones a Calcuta, Índia, afiliat a la Universitat de Calcuta, que s'establí com una escola per a xiquetes el 1849, i com una universitat el 1879. És la universitat de dones més antiga d'Àsia. Aquest mateix any ja era mestra i publicà la primera col·lecció de versos, Alo Chhaya, al 1889. Al 1894 es casa amb Kedarnath Roy. Després de graduar-se al Bethune College, treballa en aquesta universitat com a docent. Publicà alguns llibres. Quan naixen els seus dos fills es dedica exclusivament a la maternitat i la llar. Al 1921, Roy fou una de les dirigents que lluitaren pel sufragi de les dones. Al Bethune College fan reunions per donar suport al projecte de llei. El sufragi limitat s'atorga a les dones al 1925, i al 1926 les dones bengalines exercien el seu dret per primera vegada. Entre 1922 i 1923, Kamini Roy fou membre de la Comissió de Recerca del Treball de la Dona. Al 1930 fou presidenta de la Conferència Literària Bengalina i vicepresidenta del Bangiya Sahitya Parishad entre 1932 i 1933. Després de la defunció del seu espòs, al 1909, reprén l'escriptura. Entra en el comité de dones del Banga Mahila Samiti i hi treballa en diversos projectes de reforma social per a dones. Dirigia l'escola i fundà una organització de benestar social per a dones. Publicà molts escrits en bengalí, poemes i assaigs sobre l'educació de les dones.
Va morir el 27 de setembre de 1933.

## Algunes obres
- Pundorik
- Dwip O Dhup
- Jibon Pathey
- Gunjan
- The Gentle Fraud
- Some thoughts on the education of our women
- Mahasweta
- Pouranikiç
- Nirmalya
- Malya O Nirmalya
- Ashok Sangeet
- Gunjan for children
- Balika Sikkhar Adarsha
- Smritichihno
- Sukh
- Pachhe Loke Kichhu Bole
- Matripuja
- Era Jodi Jane
- Koto Valobashi
- Chondrapirer Jagoron
- She Ki?
- Chahibe Na Fire
- Pushpo-Provonjon
- Pronoye Beyatha
- Din Chole Jay
- Deke An
- Mugdho Pronoy

## Premis i reconeixements
- Medalla d'Or Jagattarini, atorgada per la Universitat de Calcuta.[10]